# Culex miyagii
Culex miyagii é um espécie de mosquito do Género Culex, pertencente à família Culicidae.